# Roberto Costa
Roberto Raúl Costa (n. Buenos Aires, 1 de noviembre de 1960) es un abogado, psicólogo social, martillero público y político argentino. Se desempeña como concejal en Escobar, Provincia de Buenos Aires.

## Desempeño Político
- 1983
  - Vocal Comité de Distrito UCR Escobar
  - Prosecretario del Honorable Concejo Deliberante del Partido de Escobar
- 1985
  - Secretario Juventud Radical Escobar
- 1987
  - Concejal del Partido de Escobar
- 1991
  - Candidato a Intendente del Partido de Escobar
- 1993
  - Senador de la Provincia de Buenos Aires
  - Presidente de la Comisión de Derechos Humanos y Garantías
- 1997
  - Secretario de Acción Política del Comité de la Provincia de Buenos Aires UCR
- 1998
  - Miembro de la Comisión de Identidad Bonaerense
- 1999
  - Diputado de la Provincia de Buenos Aires
  - Vicepresidente 2º del Bloque de la UCR
  - Presidente del Comité de Distrito de la UCR de Escobar
  - Miembro de la Comisión del Mapa Judicial de la Provincia de Buenos Aires
- 2001
  - Vicepresidente 1º del Bloque de Diputados de la Provincia de Buenos Aires
  - Vicepresidente de la Comisión Bicameral del Fondo Fiduciario del Banco de la Provincia de Buenos Aires
- 2003
  - Diputado de la Nación Argentina
  - Vicepresidente 1º de la Comisión de Acción Social y Salud Pública
  - Vocal de la Comisión de Previsión y Seguridad Social
  - Vocal de la Comisión de Industria
  - Vocal de la Comisión de Deportes
- 2005
  - Presidente de la Comisión de Asuntos Cooperativos, Mutuales y ONGs
  - Vocal de la Comisión Bicameral de seguimiento de facultades delegadas al P.E.N.
  - Vocal de la Comisión de Transportes
  - Vocal de la Comisión de Deportes
  - Vocal de la Comisión de Industrias
- 2006
  - Presidente de la Comisión Bicameral de seguimiento de facultades delegadas al P.E.N.
- 2007
  - Candidato a Intendente de Escobar
- 2009
  - Senador de la Provincia de Buenos Aires[1]
  - Vicepresidente 2° de la Cámara de Senadores
  - Vocal de la comisión de Educación, Cultura, Deportes, Ciencia y Técnica
  - Vocal de la comisión de Usuarios y Consumidores
  - Vocal de la comisión de Seguridad
  - Vocal de la comisión de Reforma Política y Reforma del Estado
  - Vocal de la comisión de Asuntos Constitucionales y Acuerdos
- 2011
  - Vicepresidente 2° de la Cámara de Senadores
  - Vicepresidente de la comisión de Seguridad
  - Secretario de la comisión de Educación, Cultura, Deportes, Ciencia y Técnica
  - Vocal de la comisión de Derechos Humanos y Garantías
  - Vocal de la comisión de Asuntos Constitucionales y Acuerdos
  - Vocal de la comisión de Reforma Política y Reforma del Estado
- 2013
  - Senador de la Provincia de Buenos Aires[2]
  - Vicepresidente 2° de la Cámara de Senadores en ejercicio de la Vicepresidencia 1°
  - Vicepresidente de la comisión de Seguridad
  - Vocal de la comisión de Asuntos constitucionales y Acuerdos (ACA)
  - Vocal de la comisión de Educación, cultura, deportes, ciencia y técnica
  - Vocal de la comisión de Reforma Política y Reforma del Estado
  - Vocal de la comisión de Hacienda
  - Vocal de la comisión de Derechos Humanos y Garantías
- 2014
  - Vocal de la comisión de Obras y Servicios Públicos
  - Vocal de la comisión de Transporte, Puertos e Intereses Marítimos
  - Vocal de la comisión de Igualdad de Trato y de Oportunidades y de Discapacidad
  - Consejero Titular integrante del Consejo de La Magistratura de la Provincia de Buenos Aires[3]
- 2015
  - Presidente del bloque "Cambiemos" en el Senado de la Provincia de Buenos Aires[4]
  - Vicepresidente del Consejo de la Magistratura de Buenos Aires[5]

- 2017
  - Senador de la Provincia de Buenos Aires[6]
- 2019
  - Presidente del bloque "Juntos por el Cambio" en el Senado de la Provincia de Buenos Aires

- 2021 
  - Concejal del Partido de Escobar